# Confuciustempel van Taipei
De Confuciustempel van Taipei is een confuciustempel in de Noord-Taiwanese stad Taipei, Republiek China (Taiwan). 

## Geschiedenis
De tempel werd in 1879 gebouwd. Rond deze tijd zijn meerdere confuciustempels met geld van de Qing-Chinese overheid gebouwd in Taiwan.
Tijdens de Japanse invasie van Taiwan in 1895 werd de Confuciustempel van Taipei verwoest door de bezetters. De tempel werd van 1925 tot 1939 herbouwd. Het is de belangrijke confuciustempel van Taipei. Vanaf 1931 wordt er jaarlijks een offeringsceremonie gehouden voor Confucius, de grote Chinese wijsgeer. Sinds 1 oktober 1990 staat het gebouw op de lijst van historische erfgoederen van graad drie. Vanaf 2008 wordt er jaarlijks bij Chinees nieuwjaar een vertegenwoordiger van de President van Republiek China naar de tempel gestuurd om wierook te offeren.